# Gradina (brdo u Tuzli)
Gradina, brdo u gradu Tuzli. Nalazi se sjeverno od Jale, istočno od Trnovca, uz rijeku Solinu.
1683. godine muslimani Tuzle su nakon druge opsade Beča i velikog osmanskog poraza podigli tvrđavu koja je služila kao središnja točka obrane Tuzle. Poslije austro-ugarskog zaposjedanja, pretvorena je u barutanu. 1960-ih u njoj je bio smješten dio izložaka Muzeja Istočne Bosne. Već 1970-ih bila je zapuštena, prepuštena zubu vremena i vandalima. Danas je zarasla u šiblje.